# Euroscaptor micrura
Espèce
Statut de conservation UICN

 LC  : Préoccupation mineure
Euroscaptor micrura ou taupe orientale est une espèce de mammifères de la famille  des Talpidés (Talpidae). C'est une taupe du sud-est de l'Asie.

## Description
La taupe orientale mesure de 7 à 10 cm de long, à une courte queue de 1 à 2 cm et pèse de 50 à 70 g.
Elle ressemble à la taupe d'Europe mais est plus petite et plus mince. Elle a, comme tous les mammifères fouisseurs, de larges pattes antérieures griffues, une fourrure épaisse, des yeux et des oreilles petits. Son museau est chauve et sensible.

C'est un animal solitaire. Elle a, à chaque portée, 3 ou 4 petits.

## Habitat et répartition
Euroscaptor micrura est un animal terrestre asiatique.
On rencontre cette espèce au Bhoutan, en Chine, en Inde, en Malaisie et au Népal.

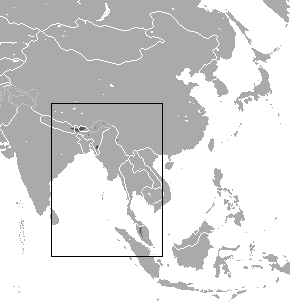
Carte de répartition en Asie.

## Classification
Cette espèce a été décrite pour la première fois en 1841 par le naturaliste britannique Brian Houghton Hodgson (1800-1894).
Classification plus détaillée selon le Système d'information taxonomique intégré (SITI ou ITIS en anglais) :
 Règne : Animalia ; sous-règne : Bilateria ; infra-règne : Deuterostomia ; Embranchement : Chordata ; Sous-embranchement : Vertebrata ; infra-embranchement : Gnathostomata ; super-classe : Tetrapoda ; Classe : Mammalia ; Sous-classe : Theria ; infra-classe : Eutheria ; ordre : Soricomorpha ; famille des Talpidae ; sous-famille des Talpinae ; tribu des Talpini ; genre Euroscaptor.
Traditionnellement, les espèces de la famille des Talpidae sont classées dans l'ordre des Insectivores (Insectivora), un regroupement qui est progressivement abandonné au XXIe siècle.